# مشعلدار (بير يوسفيان)
مشعلدار (بالفارسية: مشعلدار) هي قرية تقع في إيران في قسم بیر یوسفیان الریفي. يقدر عدد سكانها بـ 3,155 نسمة .